# Medabots
Medabots is een Japanse mediafranchise, die oorspronkelijk begon als een computerspel uitgebracht in 1997. Inmiddels telt de franchise ook twee animeseries en een manga. De twee anime zijn samengevoegd tot een grote serie uitgezonden in Nederland op het voormalige Fox Kids en daarna voor een korte tijd op Jetix.

## Achtergrond

### Medabot
De franchise draait om zogenaamde Medabots; robots die door mensen worden gebruikt om tegen elkaar te vechten. Medabots zijn echter niet door mensen gemaakt. Ze zijn een creatie van een oude beschaving genaamd de Medalorians, die lang voor de mensheid bestond. Deze beschaving ging ten onder door de vele gevechten tussen medabots. Pas millennia later zijn de Medabots door mensen herontdekt en nieuw leven ingeblazen.
Een Medabot bestaat uit verschillende delen. Om te beginnen is er het Tinpet. Er bestaan twee soorten. Het "Male Tinpet" (of "mannelijk Tinpet") en het "Female Tinpet (of "vrouwelijke Tinpet"). Een Tinpet is voor de Medabot als het skelet voor de mens. Het biedt ondersteuning en tegelijkertijd flexibiliteit. Een Medabot kan niet zonder.
Op een mannelijke Tinpet passen geen medaparts voor vrouwelijke Tinpets en andersom.
Ten tweede zijn er de Medaparts, gebaseerd op twee woorden, het Engelse woord voor medailles (medals) en onderdelen (parts). In totaal kent iedere (complete) Medabot een set van vier medaparts. Éen onderdeel is de romp en het hoofd (als dit onderdeel niet meer functioneert is de medabot 'dood'; ofwel verslagen). De andere onderdelen zijn linker-, en rechterbeen/-arm. Deze geven een Medabot zijn vaardigheden, daar ze vaak voorzien zijn van wapens en hulpmiddelen. Iedere medapart kent zijn eigen aanval.
Het belangrijkste onderdeel van een medabot is echter zijn medaille. Deze geeft een medabot zijn persoonlijkheid en bewustzijn. Zonder medaille kan een medabot niks. De meeste medailles in de serie zijn kopieën van de medailles die werden gevonden in de ruïnes van de Medalorians. Slechts een handjevol van de originele medailles gemaakt door de Medalorians zijn nog bruikbaar. Deze staan bekend als zeldzame medailles. Medabots met een zeldzame medaille kunnen een speciale kracht gebruiken genaamd de Medaforce. Hiervoor zijn medabots in staat 'energie op te laten' om die vervolgens te bundelen om een (vaak) heel sterke aanval uit te voeren.

### Robattle
Een gevecht tussen twee medabots dat wordt gecoördineerd door de medafighters (de bazen van de medabots) heet een Robattle. Tijdens een robattle gaat het erom de tegenstander te verslaan door al zijn medaparts te vernietigen (of alleen de medapart voor de romp en het hoofd) door middel van het gebruiken van de aanvallen uit zijn medapart. Als een medapart niet meer functioneert is die aanval niet meer beschikbaar. Aan het eind van een robattle is het gebruikelijk dat de winnaar een medapart van de tegenstander krijgt.

## Plot

### Eerste serie
De serie draait om een jongen genaamd Ikki Tenyrio, die graag een Medafighter wil worden. Hij kan zich echter alleen een oud model Medabot veroorloven, die hij Metabee noemt. Hij vindt in de rivier een medaille, die zonder dat hij het weet een zeldzame medaille blijkt te zijn. Dit maakt Metabee ondanks dat hij een ouder model is toch sterker dan de gemiddelde Medabot.
Ikki en Metabee winnen gevecht na gevecht, hoewel hun samenwerking niet altijd even vlekkeloos verloopt. Ze trekken echter de aandacht van een criminele organisatie genaamd de Rubber Robo bende, geleid door de gestoorde wetenschapper Dr. Meta-evil. Deze wil Metabee’s zeldzame medaille gebruiken om alle medailles die uit zijn medaille gemaakt zijn in zijn macht te krijgen en zo een opstand van Metabots te veroorzaken. Dit is al eens eerder gebeurd, en die periode staat nu bekend als de 10 dagen van duisternis. Ikki en Metabee komen ook oog in oog te staan met de Phantom Renegade (een gemaskerde inbreker) en Space Medafighter X (een eveneens gemaskerde medafighter); beide alter-ego’s van Ikki’s vriend Henry.
Metabee wordt tijdelijk gevangen door de Rubber Robo Bende, maar Ikki kan hem bevrijden. Hierna mogen hij en Metabee naar het wereldkampioenschap, wat door dr. Meta-Evil wordt gebruikt als dekmantel om zijn plannen alsnog uit te kunnen voeren. Tijdens het toernooi wordt de Rubber Robo Bende voorgoed verslagen.

### Medabots Damashii (tweede serie)
De tweede serie, in Nederland uitgezonden als een tweede seizoen van de eerste serie, duikt een nieuw type medabots op; de kilobots. Deze medabots hebben geen emoties of gevoelens daar deze uit hun medailles zijn gewist, wat ze sterker en sneller maakt in gevechten. Ze zijn een creatie van de jongen genaamd Kam Kamazaki. De rest van de serie vechten Ikki, Metabee en anderen tegen deze Kilobots.
Veel bijpersonages uit de eerste serie komen niet meer voor in deze tweede serie.

## Personages
- Ikki Tenryou: de hoofdpersoon van de serie. Hij is een 10-jarige jongen die ervan droomt een medabot te hebben net als de rest. Hij is levendig en doorgaans kalm, maar soms ook wat verlegen. Naarmate de serie vordert wordt hij een serieuzere medafighter.
- Metabee: Ikki’s medabot. Hij is een Hercules Beetle-type medabot. Zijn specialiteit is de raketwerper. Omdat hij een zeldzame medaille heeft, heeft hij een geavanceerdere persoonlijkheid dan veel andere medabots. Hij is agressief, koppig en een enorm heethoofd. Hij en Ikki maken in het begin van de serie constante ruzie. Medabee kan dankzij zijn speciale medaille de Medaforce gebruiken.
- Erika: een vriendin van Ikki. Ze wil journalist worden. Zij wordt door haar medabot Brass bijgestaan. Ze heeft een sterke wil en is altijd op zoek naar een goed verhaal.
- Koji Karakuchi: een rijke student van de Rosewood-school. Hij is Ikki’s grote rivaal. Hij is arrogant, en stapel op Karin die hij al van jongs af aan kent. Koji's medabot is Sumilidon. Hij is bang voor insecten. Koji wordt alleen in de eerste serie gezien.
- Karin: een heel rijk meisje dat bij Koji op school zit en met wie Koji al jaren bevriend is. Zowel Koji als Ikki zijn stapel op haar. (Overigens, zo'n beetje haar hele school is stapel op haar). Jammer voor hen, want zij ziet dit totaal niet. Karins medabot is NeutraNurse. Ze wordt alleen in de eerste serie gezien.
- Dr. Eugene Aki: de oom van Karin. Hij is een leerling van Professor Hushi (De 'ontdekker van de Medabot technologie) en de eigenaar van de Medabot Corp.
- Henry: Henry is een wat teruggetrokken, soms klungelige, tiener die werkt in een winkel. Hij verkoopt Ikki Metabee. Henry heeft echter een duister verleden wat in de serie langzaam wordt onthuld. Zijn echte naam is Hikaru Agata. Hij nam deel aan het wereldkampioenschap wat door dr. Meta-Evil werd gebruikt om de 10 dagen van duisternis in gang te zetten. Iedereen houdt hem hiervoor verantwoordelijk, terwijl hij eigenlijk degene was die de op hol geslagen medabots tegenhield. Henry heeft twee alter-ego’s. De eerste is Phantom Renegade: een gemaskerde inbreker die werkt voor Dr. Aki om zeldzame medailles uit handen van de Rubber Robo Bende te houden. De andere is Space Medafighter X, een gemaskerde medafighter met als medabot Archbeetle.
- Rokusho: een rondzwervende medabot die ooit toebehoorde aan Professor Hushi. Hij is nog altijd op zoek is naar zijn Medafighter. Deze schijnt echter in een brand omgekomen te zijn. Ook beschermt hij zeldzame Medailles. Hij walgt ervan dat medabots vechten voor de lol.
- De Rubber Robo bende: een criminele organisatie, en de primaire antagonisten van de eerste serie. De groep kent veel leden, maar de leden waar Ikki en co het meest mee te maken krijgen zijn Seaslug/Seymour Slugbottoms (de leider), Squidguts/Squido Guttalucci, Gillgirl/Gilda Girlnikova en Shrimplips/Shrimpy Lipowitz. Ze dragen zwarte rubberen pakken.
- De Screws: drie studenten van Ikki’s school, die samen een bende vormen. Ze zijn afwisselend Ikki’s tegenstanders en bondgenoten. De groep bestaat uit Samantha en haar medabot Peppercat, Sloan en zijn medabot Totalizer, en Spyke en zijn medabot Cyandog, die hij later upgrade naar Krosserdog.
- Dr. Meta-Evil: een gestoorde geleerde, die de Rubber Robo Bende leidt. Hij heeft tevens zijn eigen lichaam versterkt met medabot-onderdelen, en is zo een soort cyborg geworden. Hij kent de geschiedenis en ware afkomst van de medabots, en wil ze hun plaats als heersers over de wereld teruggeven.
- Kam Kamazi: de primaire antagonist van de tweede serie. Hij is een wonderkind die de Kilobots heeft ontworpen. Hij is koud, altijd serieus en wreed. Hij heeft geen vrienden, alleen volgelingen.
- Zura Zora: een jongen die zich tegenover de buitenwereld voordoet als een verlegen iemand, maar in werkelijkheid een top-medafighter is. Hij maakt zijn debuut in de tweede serie. Hij heeft een enorme hekel aan kilobots, en vernietigd er een wanneer hij daar de kans toe krijgt.
- Mr. Referee: een scheidsrechter die erop toeziet dat gevechten tussen medabots eerlijk verlopen. Hij komt altijd vanuit het niets aanzetten als Ikki een gevecht aangaat.
- Kuikenverkoper: een man die op straat kuikens probeert te verkopen. Hij geeft de andere personages in de serie vaak wijze raad, al is dat alleen maar in de hoop dat hij ze zo een kuiken kan aansmeren.
- Select Corps: een wereldwijd vertakte organisatie die tot doel heeft problemen met medabots op te lossen. Ze beschikken zelf over futuristische jets en een groot leger medabots. Ikki’s vader is lid van deze organisatie.

## Stemmen
De stemmen van de Nederlandse versie: 
- Ikki: Manon Ros
- Erika: Lottie Hellingman
- Henry/Phantom Renegade/Space Medafighter X: Pepijn Gunneweg
- Metabee: Stan Limburg
- Rokusho: Victor van Swaay
- Koji: Rolf Koster
- Karin: Marjolein Algera
- Samantha: Kiki Koster
- Spike: Dieter Jansen
- Rintaro: Melise de Winter
- Mr. Referee: Sander de Heer
- Seaslug: Fred Meijer
- Shrimplips: Olaf Wijnants
- Dr. Aki: Fred Butter

## Media

### Computerspel
De medabot-franchise begon met het computerspel Medabot: Kuwagata Version, die in 1997 werd uitgebracht door Imagineer. Dit spel is een computerrollenspel (RPG) voor de Game Boy. Een remake van het spel getiteld Medarot: Perfect Edition verscheen in 1999 voor de WonderSwan.
Sinds het succes van de anime zijn er meer Medabot-spellen uitgekomen, waaronder Medabots: Metabee Version en Medabots: Rokusho Version; twee spellen voor de Game Boy Advance.

### Anime
De Medabots anime werd geproduceerd door Bee Train. De serie telt 52 afleveringen, die oorspronkelijk werden uitgezonden op TV Tokyo. Een tweede serie van 39 afleveringen volgde een jaar later, geproduceerd door Production I.G. Beide series zijn voor distributie buiten Japan opgepikt door Nelvana. Deze heeft beide series samengevoegd tot een lange serie.

### Manga
De Medabot-manga werd geschreven door Horumarin, en oorspronkelijk gepubliceerd in het shōnen-tijdschrift Comic Bom Bom. De manga is ook in vier volumes uitgegeven door Kodansha.
De serie werd door Viz Media uitgebracht in Noord-Amerika. Er volgden nadien nog vier vervolgen, allemaal geschreven door Horumarin en gepubliceerd door Kodansha.